# Danje-ia-Menha
Danje-ia-Menha é uma vila e comuna angolana que se localiza na província de Cuanza Norte, pertencente ao município de Cambambe.
Nas proximidades desta localidade está o valioso complexo de mineração de ferro, ouro e manganês de Cassala-Quitungo, sob exploração da empresa estatal Ferrangol até 2020, quando passou para a concessão privada.